# Остравар арена
49° 48′ 17″ N 18° 14′ 55″ E / 49.80472° С; 18.24861° И
Остравар арена (чеш. OSTRAVAR Aréna; раније ЧЕЗ арена из спонзорских разлога) вишенаменска је спортска дворана у граду Острави, на истоку Чешке Републике. 
Дворана је грађена у периоду између 1979. и 1986. Свечано је отворена 1986, а реновирана је 2004. за 23,3 милиона евра (око 300 милиона чешких круна). До 2003, дворана носила је име Дворана културе и спорта (рус. Palác kultury a sportu). Од те године, дворана је преименована у ЧЕЗ арена (чеш. ČEZ Aréna). Поседовала је то име све до 2015. када мења назив у Остравска арена, а коначан назив добила је по локалној пивари 2016. године — Остравар арена.
Капацитет дворане за хокејашке утакмице је 10.157 седећих места, од чега је 9.568 места на трибинама, док се преостала места налазе у 18 ложа. Четврта је по величини спортско-концертна дворана у Чешкој Републици. Капацитет дворане за концерте је до 12.000 места.
Користи се превасходно за утакмице хокеја на леду, а у њој своје домаће утакмице игра хокејашка екипа Витковице стила. Површина ледене плохе је 60 м x 30 м, док је висина унутар дворане 18 метара. Аутор пројекта дворане је био дипломирани инжењер архитектуре Владимир Дедечек. 
У овој дворани игране су неке од утакмица светских првенстава у хокеју на леду 2004. и 2015. године. 